# Osella FA1C
O FA1C é o modelo da Osella das temporadas de 1981 e 1982 da Fórmula 1. Condutores: Jean-Pierre Jarier, Riccardo Paletti, Piercarlo Ghinzani e Johnny Cecotto.

## Resultados[1]
(legenda) 
| Ano  | Chassi | Motor                | Pneus | N° | Pilotos            | 1   | 2   | 3   | 4   | 5   | 6   | 7   | 8   | 9   | 10  | 11  | 12  | 13  | 14  | 15  | 16  | Pontos | Posição  |  |
| ---- | ------ | -------------------- | ----- | -- | ------------------ | --- | --- | --- | --- | --- | --- | --- | --- | --- | --- | --- | --- | --- | --- | --- | --- | ------ | -------- |  |
|      |        |                      |       |    |                    |     |     |     |     |     |     |     |     |     |     |     |     |     |     |     |     |        |          |  |
|      |        |                      |       |    |                    | USW | BRA | ARG | SMR | BEL | MON | ESP | FRA | GBR | GER | AUT | NED | ITA | CAN | LVS |     |        |          |  |
| 1981 | FA1C   | Ford Cosworth DFV V8 | M     | 32 | Jean-Pierre Jarier |     |     |     |     |     |     |     |     |     |     |     |     | 9   | Ret | Ret |     | 01     | NC (16º) |  |
|      |        |                      |       |    |                    |     |     |     |     |     |     |     |     |     |     |     |     |     |     |     |     |        |          |  |
|      |        |                      |       |    |                    | RSA | BRA | USW | SMR | BEL | MON | USE | CAN | NED | GBR | FRA | GER | AUT | SUI | ITA | LVS |        |          |  |
| 1982 | FA1C   | Ford Cosworth DFV V8 | P     | 31 | Jean-Pierre Jarier | Ret | 9   | Ret | 4   | Ret | NQ  | Ret | Ret | 14  | Ret | Ret |     |     |     |     |     | 32     | 13º      |  |
| 1982 | FA1C   | Ford Cosworth DFV V8 | P     | 32 | Riccardo Paletti   | NQ  | NPQ | NQ  | Ret | NPQ | NPQ | DNS | Ret |     |     |     |     |     |     |     |     | 32     | 13º      |  |

↑1  Do GP: Oeste dos Estados Unidos até Las Vegas: Guerra, Ghinzani, Gabbiani, Francia e Jarier conduziram o FA1B.
↑2  Os gps: Alemanha, Áustria, Suíça, Itália e Las Vegas, Jarier conduziu o FA1D.